# 宮城県機械金属工業会
一般社団法人宮城県機械金属工業会（いっぱんしゃだんほうじんみやぎけんきかいきんぞくこうぎょうかい、Society of Miyagi Machinary and Metal Corporations）は、宮城県内の機械金属関係の中小企業が各企業の経営基盤の合理化と地域経済の振興発展に寄与することを目的として設立された法人である。

## 概要
1965年（昭和40年）4月に宮城県内の機械金属関係の中小企業約107社が参加し社団的任意団体組織として発足。翌1966年に社団法人に改組。
会員相互の融和・親睦・提携を緊密化し、経営管理の近代化と体質改善、各企業の経営基盤の合理化、地域経済の振興発展に寄与することを目的として、各種の事業活動を行っている。